# The Fighting Dude
The Fighting Dude è un cortometraggio muto del 1925 diretto da William Goodrich (Roscoe 'Fatty' Arbuckle).

## Produzione
Il film fu prodotto dalla Lupino Lane Comedy Corporation.

## Distribuzione
Distribuito dalla Educational Film Exchanges, il film - un cortometraggio in due bobine - uscì nelle sale cinematografiche USA il 6 dicembre 1925.